# Franse parlementsverkiezingen 1988
De Franse parlementsverkiezingen van 1988 vonden op 5 en 12 juni 1988 plaats. Het waren de negende legislatieve verkiezingen ten tijde van de Vijfde Franse Republiek.

## Aanloop naar de verkiezingen
De verkiezingen vonden kort na de presidentsverkiezingen van 1988 plaats, waarbij de zittende president, François Mitterrand, zegevierde en de kandidaat van centrumrechts, minister-president Jacques Chirac, een nederlaag leed. Na de presidentsverkiezingen werd de cohabitation - de samenwerking tussen een links staatshoofd en een rechtse regering - beëindigd en werd Chirac als premier vervangen door de socialist Laurent Fabius. Fabius vormde een kabinet waarin naast sociaaldemocraten, ook leden van de centrumpartijen en partijloze figuren werden opgenomen. Mitterrand liep hiermee vooruit op zijn voornemen om na de parlementsverkiezingen voortaan regeringen te vormen waarin zowel ruimte was voor sociaaldemocraten als centrumpolitici. Op deze wijze wilde Mitterrand een einde maken aan het bondgenootschap van rechts en het centrum dat als decennia voortduurde. De president nam hiermee duidelijk afstand van zijn vroegere communistische bondgenoten, die een samenwerking met het centrum afwezen. Ondanks de handreiking van Mitterrand ging de centrumpartij UDF de verkiezingen in als oppositiepartij; van een lijstverbinding met de RPR van Chirac zoals in 1986 was echter geen sprake meer.

## Uitslagen

### Overwinning voor de socialisten, nederlaag voor degaullisten
De verkiezingen werden vrij overtuigende gewonnen door de Parti socialiste en haar linkse bondgenoten. Voor het eerst sinds haar oprichting in 1978 werd de UDF groter dan de RPR.

### Nederlaag voor het FN
Het extreemrechtse Front national van Jean-Marie Le Pen, dat twee jaar eerder nog meer dan dertig zetels in de wacht sleepte, leed een enorme nederlaag: op een na verloor het Front national al haar zetels in de Franse Nationale Vergadering.

### Nederlaag voor de communisten
De Parti communiste français (PCF), eens een van de machtigste communistische partijen in het Westen, leed een verpletterende nederlaag en hield van de 35 zetels die ze bij de vorige verkiezingen behaalde, nog maar 11 over.
| Partij of Coalitie | Partij of Coalitie                              | Afkorting                                       | Stemmen 1e ronde | % 1e ronde | Zetels 2e ronde |
| --- | ----------------------------------------------- | ----------------------------------------------- | ---------------- | ---------- | --------------- |
| | Parti socialiste                                | PS                                              | 8.493.702        | 34,77      | 260             |
| | Parti communiste français                       | PCF                                             | 2.765.761        | 11,32      | 27              |
| | Mouvement de la gauche radicale-socialiste      | MGRS                                            | 272.316          | 1,11       | 9               |
| | Divers gauche                                   | DVG                                             | 403.690          | 1,65       | 7               |
| Presidentiële Meerderheid | Presidentiële Meerderheid                       | Presidentiële Meerderheid                       | 11.935.469       | 48,85      | 303             |
| |                                                 |                                                 |                  |            |                 |
| | Rassemblement pour la République                | RPR                                             | 4.687.047        | 19,19      | 126             |
| | Union pour la démocratie française              | UDF                                             | 4.519.459        | 18,50      | 129             |
| | Divers droite                                   | DVD                                             | 697.272          | 2,85       | 16              |
| Union de Rassemblement et du Centre (oppositie)                                                                                             | Union de Rassemblement et du Centre (oppositie) | Union de Rassemblement et du Centre (oppositie) | 9.903.778        | 40,54      | 271             |
| |                                                 |                                                 |                  |            |                 |
| | Front national/Rassemblement national           | FN/RN                                           | 2.359,528        | 9,66       | 1               |
| | Ecologistes                                     | ECO                                             | 86.312           | 0,35       | -               |
| | Extrême gauche                                  | EXG                                             | 89.065           | 0,36       | -               |
| | Extrême droite                                  | EXD                                             | 32.445           | 0,13       | -               |
| |                                                 |                                                 |                  |            |                 |
| | Totaal                                          |                                                 | 24.425.095       | 100        | 575             |
| Onthoudingen : 34,26 % (1e ronde) 30,11 % (2e ronde) N.B.: Twee zetels vacant na ongeldigheid van twee verkiezingen in het departement Oise |                                                 |                                                 |                  |            |                 |

### Samenstelling in deNationale Vergadering
| Groepering          | Leden | Andere fractieleden | Totaal |
| Socialiste          | 258   | 17                  | 275    |
| PRP                 | 127   | 3                   | 130    |
| UDF                 | 81    | 9                   | 90     |
| Union du Centre     | 34    | 7                   | 41     |
| Niet-ingeschrevenen | 39    | -                   | 39     |
| Totaal              | 557   | 20                  | 577    |

## Bron
- J. Ahlers, R. Ascherman e.a.: Winkler Prins Encyclopedisch Jaarboek 1989, Uitgeversmaatschappij Argus B.V. Elsvevier A'dam/Brussel, pp. 257–258